# 레드 셰인딘스트
앨버트 프레드 "레드" 셰인딘스트(Albert Fred "Red" Schoendienst, 1923년 2월 2일 ~ 2018년 6월 6일)는 미국의 메이저 리그 베이스볼의 전 선수이자 코치, 감독이다. 뛰어난 2루수인 그는 세인트루이스 카디널스(1945 ~ 56, 1961 ~ 63), 뉴욕 자이언츠(1956 ~ 57)와 밀워키 브레이브스(1957 ~ 60)을 위하여 활약하였고 10회의 올스타 팀에 임명되었다.
그러고나서 그는 1965년부터 1976년을 통하여 카디널스의 감독을 맡아 토니 라 루사에 이어 팀 역사상 2번째로 장기적 감독 재직 기간을 보유하고 있다. 자신의 지도 아래 카디널스는 1967년과 1968년 내셔널 리그 페넌트와 1967년 월드 시리즈를 우승하였으며, 그는 1967년과 1968년 양년에 올해의 내셔널 리그 감독으로 선정되었다.
1989년 미국 야구 명예의 전당에 헌액되었다. 셰인딘스트는 특별 보조 코치로서 카디널스에 남아있었으며, 2017년으로 봐서 그는 73개의 연속적 시즌들을 위하여 선수, 코치와 감독으로서 메이저 리그 유니폼을 입었다.

## 어린 시절
일리노이주 저먼타운에서 조와 메리 셰인딘스트의 7명의 자식들 중의 하나로 태어났다. 그의 부친은 탄광의 광부였으며 가족은 물과 전기의 유동 없이 살았다.
셰인딘스트는 어린 나이에 야구를 위하여 저명한 재능을 보였다. 학교에서 그는 왼손 잡이 타구에 의하여 장애가 될 뻔하였다. 1939년 16세의 나이로 그는 프랭클린 D. 루스벨트 대통령의 뉴딜 정책 안의 주요 공공 사업 고용 프로그램인 민간 산림 보호대에 가입하러 학교를 중퇴하였다. 철조망에 일하는 동안 그는 철사로부터 자신의 왼쪽 눈에 심각한 부상을 당하였다. 많은 의사들은 눈의 제거를 추천하였으나 결국 그는 수술하지 않는 치료를 받는 데 기꺼이 하였다. 그는 일정한 두통과 갱생의 세월을 견디었다.
눈 부상 후에 셰인딘스트는 오른손 잡이 투수들에 오른손 잡이 타구를 하는 동안에 커브를 읽는 데 매우 어려움을 찾았다. 문제를 해결하는 데 그는 양손 타자가 되는 데 젊은이로서 자신이 익힌 왼손 잡이 타구 실력들을 이용하였다. 1942년 봄에 그는 대략 400명의 다른 지원자들과 함께 세인트루이스 카디널스의 오픈 예선 경기에 참가하였다. 예선 경기에 계약이 안되었어도 팀의 주요 스카우트 조 매시스는 후에 자신의 마음을 바꾸어 한달에 75 달러를 우히여 셰인딘스트를 계약하는 데 저먼타운으로 몰고 갔다.

## 마이너 리그와 군사 복무 (1942 ~ 44)
셰인딘스트는 올버니 카디널스와 함께 D 수준의 조지아 - 플로리다 리그에서 자신의 프로 경력을 시작하여 이어서 클래스 D 켄터키 - 일리노이 - 테네시 리그의 유니언시티 그레이하운즈에서 활약하였다. 유니언시티에서 그는 6개의 경기들에서 .407점을 타구하는 데 자신의 길에 자신의 첫 8개의 타수에서 8개의 안타를 수집하였다. 1943년 클래스 B 피드먼트 리그에서 린치버그 카디널스를 위하여 9개의 경기들을 활약한 후, 그는 36개의 타수에서 17개의 안타들을 달성하였다. 이 강한 출발은 그가 21개의 2루타, 6개의 홈런과 20개의 도루와 함께 136개의 경기들에서 자신이 .337점을 타구한 AA 인터내셔널 리그의 로체스터 레드윙스로 그의 진급을 주었다. 그의 .337의 평균은 리그의 최고 기록이었고, 그는 인터내셔널 리그의 MVP로 선정되고 최고의 전망으로서 시야를 얻었다.
1944년 아직도 로체스터에 있는 동안 셰인딘스트는 25개의 경기들에서 .373점을 쳤다. 그는 육군에 의하여 미드 시즌에 징병되었으나 자신의 눈 부상과 바주카를 쏘는 동안에 일어난 지속된 외상으로 인하여 1945년 1월 1일 의료 제대하였다.

## 메이저 리그 선수 경력 (1945 ~ 63)

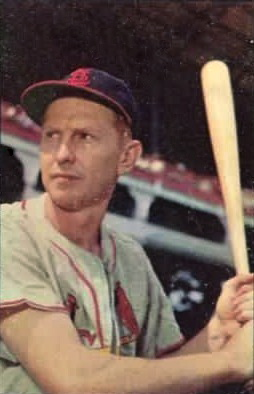
1953년 경의 셰인딘스트

1945년 일리노이주 케이로에서 봄 훈련을 위하여 카디널스는 셰인딘스트를 초청하였다. 셰인딘스트는 마이너 리그에서 유격수로 지내왔고 현직 유격수 마티 매리언이 1944년 내셔널 리그 MVP로 지내오고 아직도 리그에서 최고의 유격수로 숙고된 이유로 세인트루이스 카디널스는 셰인딘스트를 좌익수로 지정하였다. 자신의 신인 선수 시즌에 총 137개의 경기들에서 그는 리그에서 높은 26개의 도루와 .278점을 타구하였다. 1946년 카디널스는 5년만에 자신들의 3번째 월드 시리즈 타이틀을 우승하는 데 자신들의 길에 셰인딘스트를 2루수로 옮겼다. 1946년 오프시즌 동안 그는 방영된 홈런 더비를 우승하였다. 확실한 손들과 빠른 반사들과 함께 그는 7개의 시즌들을 위하여 내셔널 리그의 2루수를 이끌어 1950년 오류 없이 320개의 연속적 변화들을 다루었다. 그 시즌의 올스타 경기에서 그는 14번째 이닝에서 홈런과 함께 내셔널 리그를 위한 경연을 우승하였다. 그 일은 여분의 이닝들로 가는 데 첫 올스타 경기였다. 그의 1956년 리그 기록 .9934의 수비율은 라인 샌드버그에 의하여 깨질 때까지 30년간 보유되었다.
1956년 카디널스는 셰인딘스트를 9년 만에 그 첫 페넌트로 이끄는 데 도움을 주어 .309점을 타구하고 내셔널 리그 MVP 투표에서 3위를 한 밀워키 브레이브스로 이어진 시즌에 그를 다룬 뉴욕 자이언츠로 이적시켰다. 밀워키에서 열린 1957년 월드 시리즈에서 브레이브스는 자신들의 단 하나의 타이틀을 우승하는 데 뉴욕 양키스를 꺾고 1914년 이래 프랜차이즈의 첫 우승이었다. 브레이브스는 1958년 내셔널 리그 챔피언으로서 되풀이하였으나 그들의 월드 시리즈 리매치에서 양키스에게 패하였다. 셰인딘스트는 시리즈의 마지막 아웃을 위하여 미키 맨틀에게 대들었다.
1958 ~ 59 오프시즌 동안에 셰인딘스트는 결핵과 진단 되어 1959년 2월 폐 절제술을 받았다. 자신이 다시는 활약하지 않으리에 불구하고 그는 1960년 브레이브스로 돌아와 시즌의 말기 만에 나왔다. 1961년 그는 카디널스에 재입단하여 처음에 대타자로서, 그러고나서 조니 킨이 솔리 헤머스를 카디널스의 감독으로서 대체할 때 코치를 지냈다. 자신의 마지막 2개의 활약 시즌에 그는 선수 겸 코치를 지내 1962년과 1963년 양해에 .300만을 타구하였다.
선수로서 19개의 시즌들에 셰인딘스트는 2216개의 활약한 경기들에서 84개의 홈런, 773의 타점, 1223개의 득점, 2449개의 안타, 427개의 2루타, 78개의 3루타와 89개의 도루와 함께 .289의 타구 평균을 수집하였다. 2루수로서 그의 방어적 통계치는 4616개의 척살, 5243개의 보살, 1368개의 병살과 .983의 수비율을 위한 10029개의 총 챈스에서 170개의 오류 만을 포함한다.

## 코치와 감독 경력 (1964 ~ 2018)

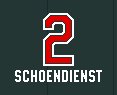
1996년 카디널스에 의하여 영구 결번된 셰인딘스트의 등번호 2

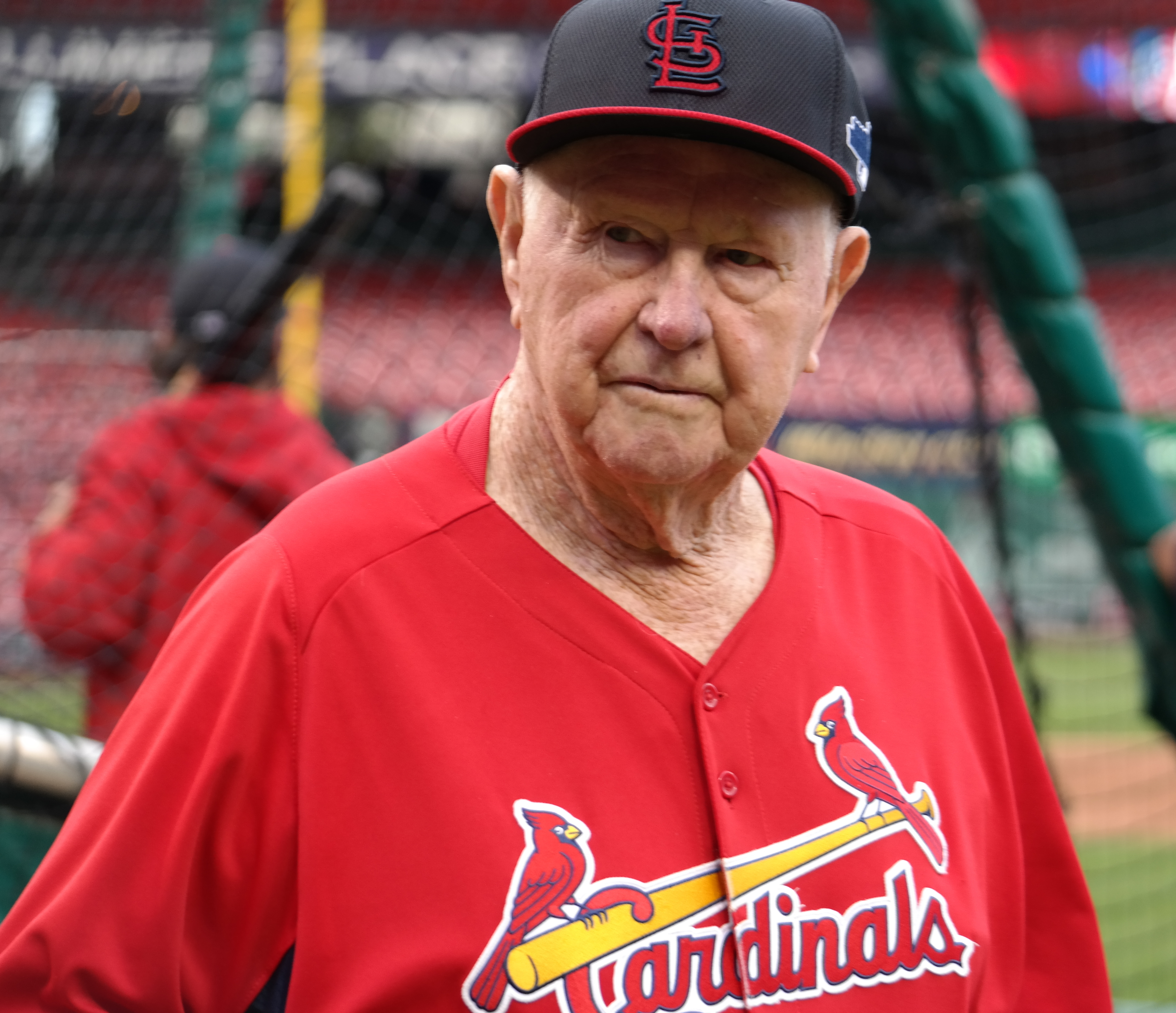
2013년 부시 스타디움에서 열린 내셔널 리그 챔피언십 시리즈에서

킨은 카디널스의 카디널스의 양키스에 1964년 월드 시리즈 승리에 이어 감독직을 사임하고 셰인딘스트가 그의 후계자로 임명되었다. 3년 후, 카디널스는 보스턴 레드삭스를 꺾었으며 셰인딘스트의 4번째 월드 시리즈 타이틀이자, 카디널스 선수로서 3번째이다. 12개의 전임적 시즌들(1965 ~ 76)과 임시 감독(1980, 1990)으로서 2개의 일정 기간들에 그의 감독 기록은 1041 승 955 패였다. 오클랜드 애슬레틱스를 위하여 2년간 코치(1977 ~ 78)를 지낸 후, 셰인딘스트는 코치와 총지배인에게 특별 보조인으로서 카디널스로 돌아왔다. 그는 1982년 자신의 5번째 시리즈 타이틀을 우승하였다. 그는 특별 보조 코치의 타이틀과 함께 카디널스의 고용인으로 남아있고, 2016년 그는 메이저 리그의 선수, 코치와 감독으로서 자신의 71번째 연속적 시즌을 완료하였다.
셰인딘스트는 5개의 월드 시리즈 우승 팀(모두 7개의 경기들에서 우승)들의 일원이었고, 선수로서 1946년과 1957년 각각 카디널스와 브레이브스, 1967년 카디널스의 감독으로서 1964년과 1982년 카디널스의 코치로서였다. 그는 또한 3개의 경기들을 하나로 이끈 후 시리즈를 패한 3개의 팀의 일원이기도 하였다 - 1958년 양키스에게 패한 브레이브스와 1968년과 1985년 각각 디트로이트 타이거스와 캔자스시티 로열스에게 패한 카디널스.
셰인딘스트는 베테랑 협회에 의하여 1989년 미국 야구 명예의 전당으로 헌액되었다. 1996년 카디널스는 그의 등번호 2를 영구 결번시켰다. 1998년 그는 세인트루이스 명예의 거리에 헌액되었다. 카디널스는 다른 21명의 전 선수들과 구성원들과 더불어 2014년 클래스를 위한 세인트루이스 카디널스 명예의 전당 박물관으로 헌액되는 데 셰인딘스트를 임명하였다.
2018년 6월 6일, 미주리주 타운 앤 컨트리(Town and Country)에서 95세를 일기로 숨졌다.